# Auguste Franchomme
Auguste-Joseph Franchomme (10. dubna 1808, Lille - 21. ledna 1884, Paříž) byl francouzský violoncellista a skladatel.
Narodil se v Lille a na místní konzervatoři studoval u profesorů M. Mase a Pierra Baumanna, ve studiu poté pokračoval u Jean-Henri Levasseura a Louis-Pierre Norblina na pařížské konzervatoři, kde získal již po prvním roce studia první cenu.
Svou kariéru začal jako hráč různých orchestrů a jako sólový hráč na violoncello v Sainte-Chapelle roku 1828. Spolu s houslistou Jean-Delphin Alardem, učitelem Pabla de Sarasate a klavíristou Charlesem Hallé, zakladatelem Manchasterského orchestru The Hallé, založili Alardovo kvarteto. Kvarteto bylo ve své době zvláštní tím, že bylo složeno z profesionálních hudebníků. Franchomme byl také spoluzakladatelem symfonického orchestru pařížské konzervatoře.
Franchomme byl blízkým přítelem Felixe Mendelssohna a Fryderyka Chopina. Roku 1833 Chopin a Franchomme spolupracovali při kompozici skladby Grand Duo Concertant pro klavír a violoncello, založené na tématu z opery Giacomo Meyerbeera Robert ďábel. Franchomme také revidoval violoncellový part Chopinovy polonézy Brillante Op. 3 a byla mu dedikována Chopinova Sonáta g moll pro violoncello Op. 65. a violoncellová sonáta Charles-Valentin Alkana.
Kromě jedné cesty do Anglie roku 1856, Franchomme setrvával v Paříži, kde se stal ústřední postavou místního hudebního dění. Roku 1843 získal od syna violoncellisty Jean-Louis Duporta nástroj Duport Stradivarius, za tehdy rekordní sumu 22 000 franků. Vlastnil také violoncello De Munck Stradivarius z roku 1730. Franchomme roku 1846 nahradil Louis-Pierre Norblina v čele violoncellového oddělení pařížské konzervatoře, kde mezi jeho žáky patřili Jules Delsart, Louis Hegyesi a Ernest Gillet.
Franchomme přispěl k rozvoji techniky hry na violoncello propracováním práce se smyčcem tzv. Francouzské školy vyvinuté Jean-Pierreem a Jean-Louis Duportem.
Za svůj přínos hudbě mu byl roku 1884 udělen Řád čestné legie.

## Dílo
Franchomme složil 55 děl pro violoncello, včetně 12 capriccií, Op. 7 a 12 etud (s druhým violoncellem ad lib) Op. 35, koncert pro violoncello Op. 33 a další díla s doprovodem klavíru, orchestru nebo komorního souboru.
Výběr:
- Variace na původní téma pro violoncello a klavír F dur Op. 3
- Variace pro violoncello a klavír G dur Op. 4
- 12 capricií pro dvě violoncella Op. 7
- Romance pro violoncello a klavír (nebo dvoje housle, violy, violoncella, kontrabasy) Op. 10
- Serenáda pro violoncello a klavír Op. 12
- Nokturno pro dvě violoncella Op. 15 č. 1
- Nokturno pro dvě violoncella Op. 15 č. 3
- 10 italských melodií pro violoncello a klavír Op. 32 č. 2
- 12 etud pro sólové violoncello Op. 35
- Fantasie na Händelovo téma pro violoncello a klavír (nebo orchestr) Op. 36
- Fantasie na Schubertovo téma Op. 39